# 任鲁豫
任鲁豫（1977年5月9日—），河南省新乡人，中国电视节目主持人，中国共产党党员（2011年入党）。1997年自河南大学毕业后加入河南电视台，2002年进入中央电视台西部频道工作，曾主持过中央电视台综艺频道《想挑战吗？》，现为中央电视台音乐频道主持人，担任多届央视春晚主持人。

## 主持生涯
任鲁豫父亲是山东省聊城人，是名高中语文老师，母亲是河南驻马店人，任鲁豫的名字取自山东和河南的简称。任鲁豫先后就读于新乡市第二中学和河南大学，在大学期间曾任河南大学广播站站长，1997年大学毕业后被分配到河南电视台工作，期间，他曾荣获河南省播音与主持作品一等奖、河南省广播电视新闻特别奖。
2002年经考核选拔，任鲁豫成为中央电视台西部频道的主持人，2004年被调入中央电视台文艺中心，以主持综艺类节目为主。
2010年、2018年至今，在中央广播电视总台总部大楼一号演播大厅的主会场主持中央广播电视总台春节联欢晚会（首度正式春节联欢晚会主要节目主持于2018年至今）。2016年，在广州分会场主持中央广播电视总台春节联欢晚会。
2023年9月5日，当选为中国文艺志愿者协会副主席。2024年3月，被中华人民共和国国家监察委员会聘任为第二届特约监察员。

## 电视节目
- 2002年《交通在线》CCTV-12
- 2004年《想挑战吗》CCTV-3
- 2009年《中国文艺》CCTV-4
- 2014年《全球中文音乐榜上榜》CCTV-15
- 2016年《我要上春晚》
- 2018年《渴望现场》CCTV-15
- 2019年《绿水青山看中国第二季》CCTV-10
- 2020年《战“疫”正清明》CCTV-3、CCTV-8等

## 主持晚会
- 2010年、2018年至今中央广播电视总台春节联欢晚会

## 获奖
- 2001年河南省播音与主持作品一等奖
- 2001年第5届全国广播电视节目主持人“金话筒”奖
- 2011年第17届上海电视节荣获新锐主持人大奖[5]
- 2014年第27届中国电视金鹰奖优秀电视节目男主持人
- 2015年度央视十佳播音员主持人
- 2024年获第2届中国播音主持“金声奖”[6]。

## 家庭
2009年任鲁豫和朱心在武汉结婚，朱心生于1983年，父亲是湖北凯乐科技董事长，她毕业于英国伦敦大学媒体艺术专业，两人育有儿子。